# Blandine Tona
 (mai 2022).
Pour les articles homonymes, voir Tona.
Blandine Tona, née le 31 mars 1983 à Édéa, au Cameroun, est une femme politique canadienne, membre du Nouveau Parti démocratique du Manitoba.

## Biographie

### Jeunesse et études
Blandine Tona est née dans la ville d'Édéa, au Cameroun, de Siméon Tona (père) et Damaris Ngo Hagbe (mère). Elle est la quatrième enfant d'une famille de six enfants. Elle est aujourd'hui mariée et mère de deux filles. Depuis 2009, Tona vit et travaille au Manitoba.
En 2004, elle obtient une licence de droit à l'Université de Douala, suivi en 2005 d'une maîtrise de l'Université de Yaoundé II, enfin en 2006, d'un diplôme d'études approfondies ou pré doctoral en sciences politiques de l'Université de Yaoundé II.

### Carrière professionnelle
Tona travaille aussi Directrice des programmes à Women’s Health Clinic. Elle a été nommée parmi les 10 Manitoba Future Leaders en 2017 (CBC, Radio-Canada) et travaille également comme directrice des programmes cliniques et communautaires à la Clinique de santé des femmes.
Le 21 avril 2022, Blandine Tona devient la nouvelle présidente du conseil d’administration d’Envol 91 FM.

### Carrière politique

#### Politique provinciale
Le 17 juillet 2018, Blandine Tona se présente à l'élection partielle de 2018,,, dans Saint-Boniface, une partielle étant déclenchée à la suite de la démission de Greg Selinger.

## Résultats électoraux
| Élection partielle de 2018 à la suite de la démission de Greg Selinger                        | Élection partielle de 2018 à la suite de la démission de Greg Selinger | Élection partielle de 2018 à la suite de la démission de Greg Selinger | Élection partielle de 2018 à la suite de la démission de Greg Selinger |
| Candidat                                                                                      | Candidat                                                               | Parti                                                                  | % des voix                                                             |
| --------------------------------------------------------------------------------------------- | ---------------------------------------------------------------------- | ---------------------------------------------------------------------- | ---------------------------------------------------------------------- |
|                                                                                               | Dougald Lamont                                                         | PLM                                                                    | 42,03 % (2625)                                                         |
|                                                                                               | Blandine Tona                                                          | NPD                                                                    | 28,34 % (1770)                                                         |
|                                                                                               | Francoise Therrien Vrignon                                             | Vert                                                                   | 16,28 % (1017)                                                         |
|                                                                                               | Mamadou Ka                                                             | PPCM                                                                   | 13,35 % (834)                                                          |
| Le taux de participation lors de l'élection était de 48,38 % et 24 bulletins ont été rejetés. |                                                                        |                                                                        |                                                                        |